# Stenaspidiotus microptilus
Stenaspidiotus microptilus — викопний вид жуків родини листоїдів (Chrysomelidae). Існував у міоцені. Виявлений у шматку бурштина з Домініканської Республіки.

## Опис
Дорослий жук, що зберігся в бурштині, має довжину 10,2 мм і має металеве коричнево-чорне забарвлення.